# Daniel Hubmann
Daniel Hubmann (født 16. april 1983) er en schweizisk orienterer, verdensmester på den lange distance i 2008 og 2009, og vinder af verdenscuppen i orientering i 2008, 2009. 2010, 2011, 2014 og 2015. Hans bror, Martin Hubmann, er ligeledes topatlet inden for orientering.